# RFC Bioul 81
RFC Bioul 81 is een Belgische voetbalclub uit Bioul. De club is aangesloten bij de KBVB met stamnummer 1785 en heeft geel en rood als kleuren. De club speelde in haar bestaan een seizoen in de nationale reeksen.

## Geschiedenis
Al in 1914 werd er volop gesport in het dorp. Destijds werd voornamelijk zeefbal en bowling gespeeld. Vele cafés hadden kegelsets. Ook op het dorpsplein werd massaal gesport. Hier speelde men de regionale sport genaamd zeefbal, die rond deze tijd zeer populair was in Noord-Frankrijk en Wallonië. In 1916 werden de eerste 3 voetbalclubs in Bioul opgericht. Deze sloten zich niet aan bij de KBVB of een regionale bond, de Namense voetbalbond werd pas een jaar later opgericht. De teams speelden vriendschappelijk op onderling afgesproken tijden. Zo speelde men ook tegen teams uit naburige dorpen, zoals: Arbre, Lesve, Bambois, Saint-Gérard, Yvoir en Maredret.
Bij sommige toernooien speelde het dorp met het beste elftal van de 3 teams. Op deze manier won men ook het toernooi van Yvoir, door met 4-2 van Dinant te winnen. Aan het einde van de Eerste Wereldoorlog speelde men tegen Engelse soldaten, die ze uiteindelijk ook met het gezamenlijke dorpsteam verslaan. De jeugd van Bioul kreeg zelfs tijdens deze oorlogsdagen een echte bal cadeau, geschonken door Eduard VIII van het Verenigd Koninkrijk, de latere koning van het Verenigd Koninkrijk en Keizer van Indië. De bal werd gebruikt om de kinderen over voetbal te leren. Helaas ging hij lek na het raken van prikkeldraadomheining. Na jaren als souvenir in een kas gelegen te hebben is dit unieke oorlogsgeschenk hoogst waarschijnlijk weggegooid. 
In 1 oktober 1930 werd er een echte club opgericht, deze kreeg op 12 september 1931 een stamnummer bij de Belgische Voetbalbond. De rest van de eeuw bleef de club in de provinciale reeksen spelen.
In 1997 steeg Bioul naar Eerste Provinciale en kon zich ook daar handhaven als een van de betere clubs. In 2008 mocht Bioul naar de provinciale eindronde en stootte er door naar de interprovinciale eindronde. Daar verloor men weliswaar de laatste wedstrijden, maar door het verdwijnen van Verbroedering Geel in de hogere reeksen kwam een extra plaats vrij en zo promoveerde de club voor het eerst in haar bestaan naar de nationale reeksen.
Dat verblijf in Vierde Klasse werd geen succes. Bioul haalde dat eerste seizoen 2008/09 amper één punt, eindigde afgetekend als laatste en zakte na een jaar terug naar de provinciale reeksen.

## Resultaten
| Seizoen | Klasse | Klasse | Klasse | Klasse | Klasse | Klasse | Klasse | Klasse | Klasse | Reeks                                                    | Punten                                                   | Opmerkingen                                              |
|         | I      | I      | II     | III    | IV     | P.I    | P.II   | P.III  | P.IV   |                                                          |                                                          |                                                          |
| ------- | ------ | ------ | ------ | ------ | ------ | ------ | ------ | ------ | ------ | -------------------------------------------------------- | -------------------------------------------------------- | -------------------------------------------------------- |
| 2007/08 |        |        |        |        |        |        |        |        |        | Eerste Prov. Namen                                       |                                                          |                                                          |
| 2008/09 |        |        |        |        | 16     |        |        |        |        | Vierde Klasse D                                          | 18                                                       |                                                          |
| 2009/10 |        |        |        |        |        | 8      |        |        |        | Eerste Prov. Namen                                       | 41                                                       |                                                          |
| 2010/11 |        |        |        |        |        | 8      |        |        |        | Eerste Prov. Namen                                       | 42                                                       |                                                          |
| 2011/12 |        |        |        |        |        | 13     |        |        |        | Eerste Prov. Namen                                       | 30                                                       |                                                          |
| 2012/13 |        |        |        |        |        | 16     |        |        |        | Eerste Prov. Namen                                       | 19                                                       |                                                          |
| 2013/14 |        |        |        |        |        |        | 3      |        |        | Tweede Prov. Namen B                                     | 53                                                       |                                                          |
| 2014/15 |        |        |        |        |        |        | 4      |        |        | Tweede Prov. Namen B                                     | 55                                                       |                                                          |
| 2015/16 |        |        |        |        |        |        | 14     |        |        | Tweede Prov. Namen B                                     | 22                                                       |                                                          |
|         | 1A     | 1B     | 1Am    | 2Am    | 3Am    | P.I    | P.II   | P.III  | P.IV   | Vanaf 2016-17 zijn er 3 nationale en 2 regionale niveaus | Vanaf 2016-17 zijn er 3 nationale en 2 regionale niveaus | Vanaf 2016-17 zijn er 3 nationale en 2 regionale niveaus |
| 2016/17 |        |        |        |        |        |        | 12     |        |        | Tweede Prov. Namen B                                     | 27                                                       |                                                          |
| 2017/18 |        |        |        |        |        |        | 15     |        |        | Tweede Prov. Namen B                                     | 28                                                       |                                                          |
| 2018/19 |        |        |        |        |        |        |        | 4      |        | Derde Prov. Namen C                                      | 57                                                       |                                                          |
| 2019/20 |        |        |        |        |        |        |        | 1      |        | Derde Prov. Namen C                                      | 55,52                                                    | Seizoen vroegtijdig gestopt door Covid-19                |
| 2020/21 |        |        |        |        |        |        | -      |        |        | Tweede Prov. Namen B                                     | -                                                        | Seizoen geschrapt wegens Covid-19                        |
| 2021/22 |        |        |        |        |        |        | 8      |        |        | Tweede Prov. Namen B                                     | 43                                                       |                                                          |
| 2022/23 |        |        |        |        |        |        | 6      |        |        | Tweede Prov. Namen B                                     | 38                                                       |                                                          |
| 2023/24 |        |        |        |        |        |        | 12     |        |        | Tweede Prov. Namen B                                     | 32                                                       |                                                          |
| 2024/25 |        |        |        |        |        |        | 11     |        |        | Tweede Prov. Namen A                                     | 36                                                       |                                                          |
| 2025/26 |        |        |        |        |        |        |        |        |        | Tweede Prov. Namen A                                     |                                                          |                                                          |